# 托馬索·多蒂
托馬索·多蒂（義大利語：Tommaso Dotti，1993年7月11日—），義大利短道速滑運動員，他代表義大利隊參加了中國舉行的2022年冬季奧林匹克運動會，並且在男子5000米接力比賽上獲得銅牌。